# سوق باب الفلة

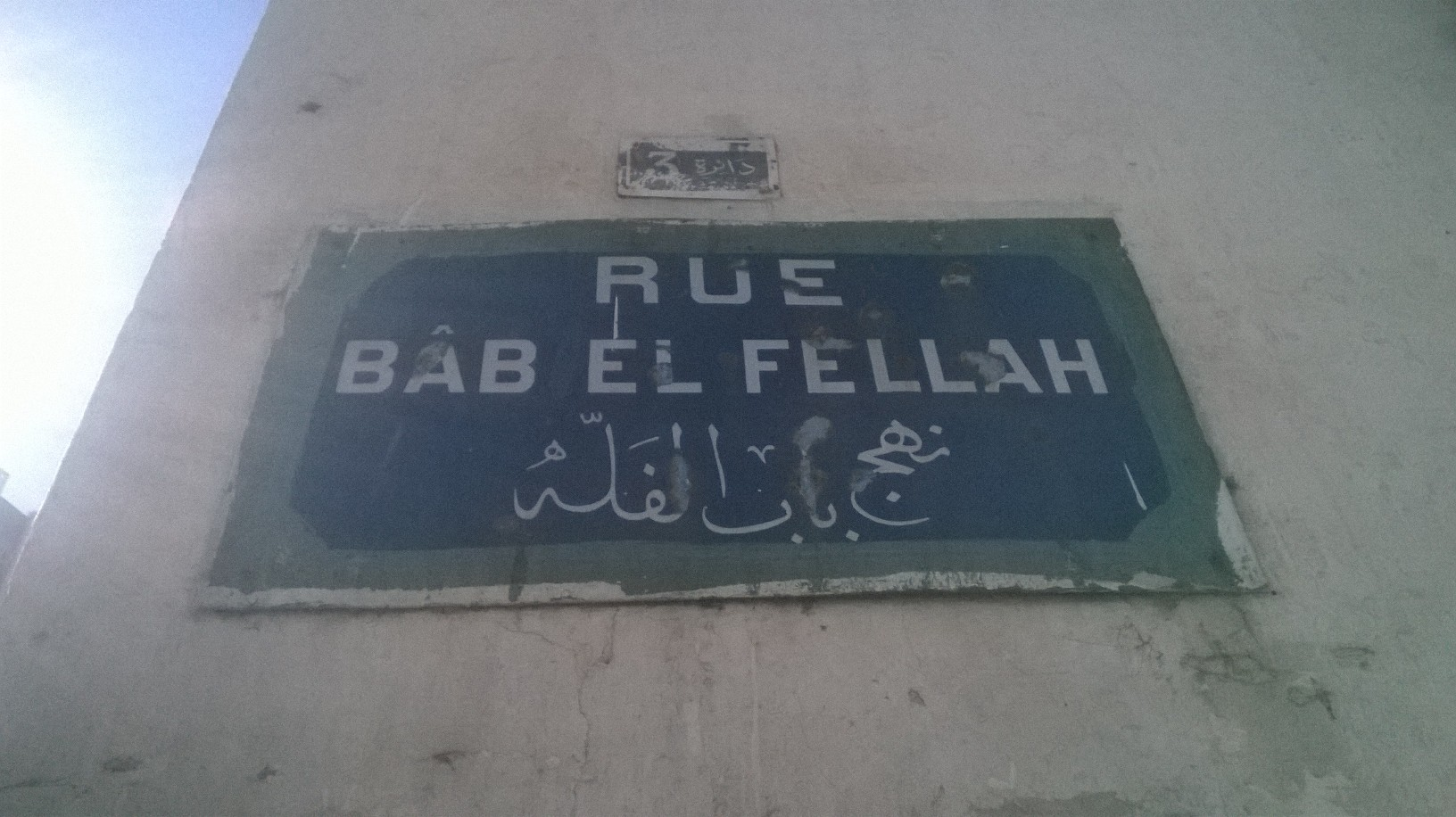
لوحة معدنية تشير إلى نهج باب الفَلَّة مقر السوق الذي يحمل نفس الاسم.

سوق باب الفَلَّة هو أحد أسواق تونس. منتجاته متنوعة ومخصصة للاستخدام اليومي.

## أصل الكلمة
هذا السوق، مثل باب الفلة، أخذ اسمه من ثلمة كبيرة تُعرف باسم الفلة في سور المدينة العتيقة. وقد اُستعمل لفرار السكان عندما احتل الإسبان المدينة في القرن السادس عشر.

## موقعه
يقع في الطرف الجنوبي من الضاحية الجنوبية للمدينة العتيقة لتونس، ويُعتبر امتداد لسوق الصباغين، في شارع باب الفلة.
يمكن الوصول إليه من شارع باب الجديد إلى الشمال أو من المنطقة الأوروبية لمونفلوري إلى الجنوب.

## وصفه
يوجد بالسوق فواكه وخضروات والتي تمثل نصف بضاعته.

كما يستهدف الطبقة المتوسطة أو حتى الفقيرة، مما يفسر أهميته للحكومة. حيث زارها رئيس الحكومة حبيب الصيد في عام 2015 للتحقق من مستوى الأسعار.

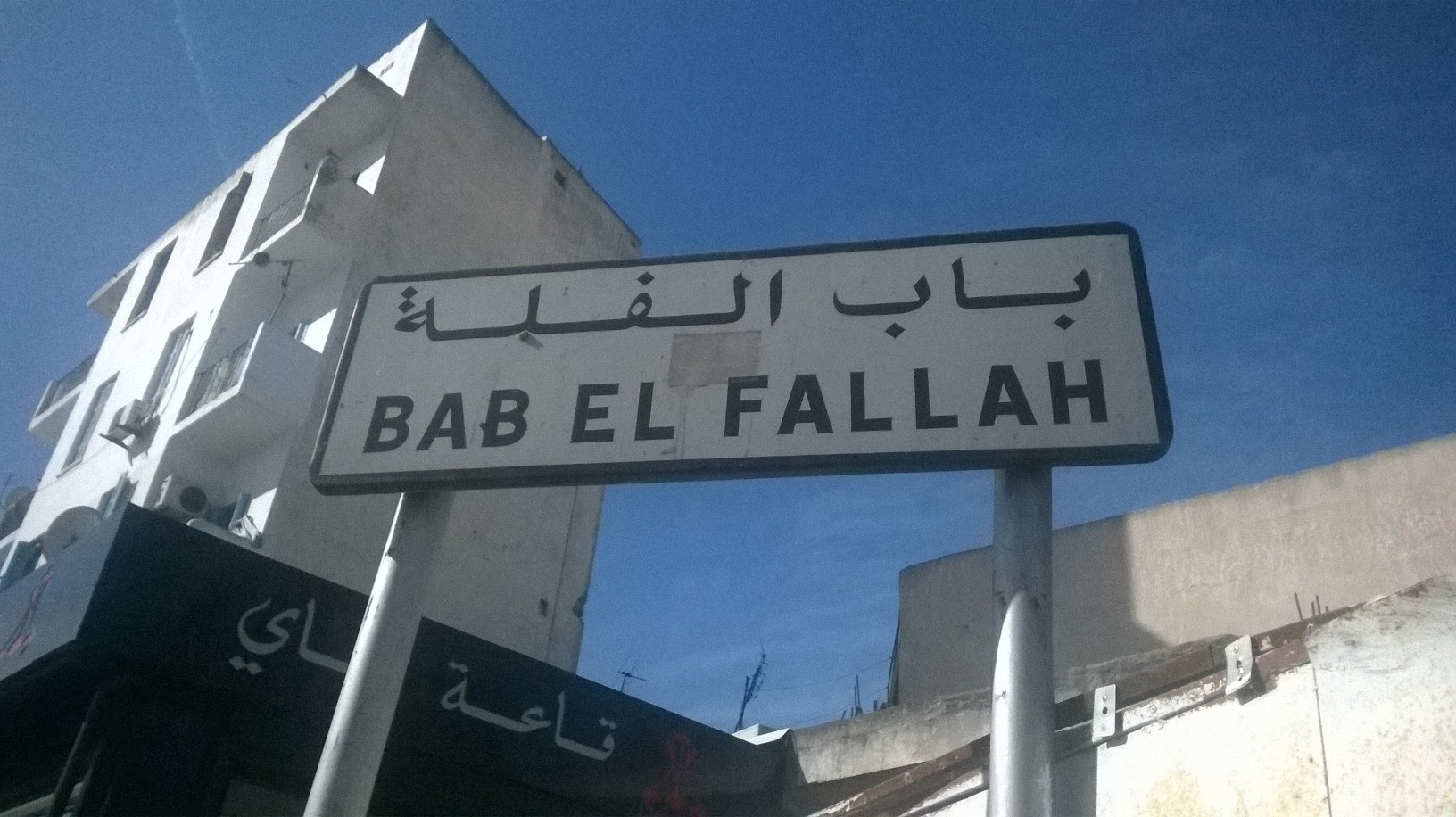
لوحة معدنية تشير إلى مدخل السوق
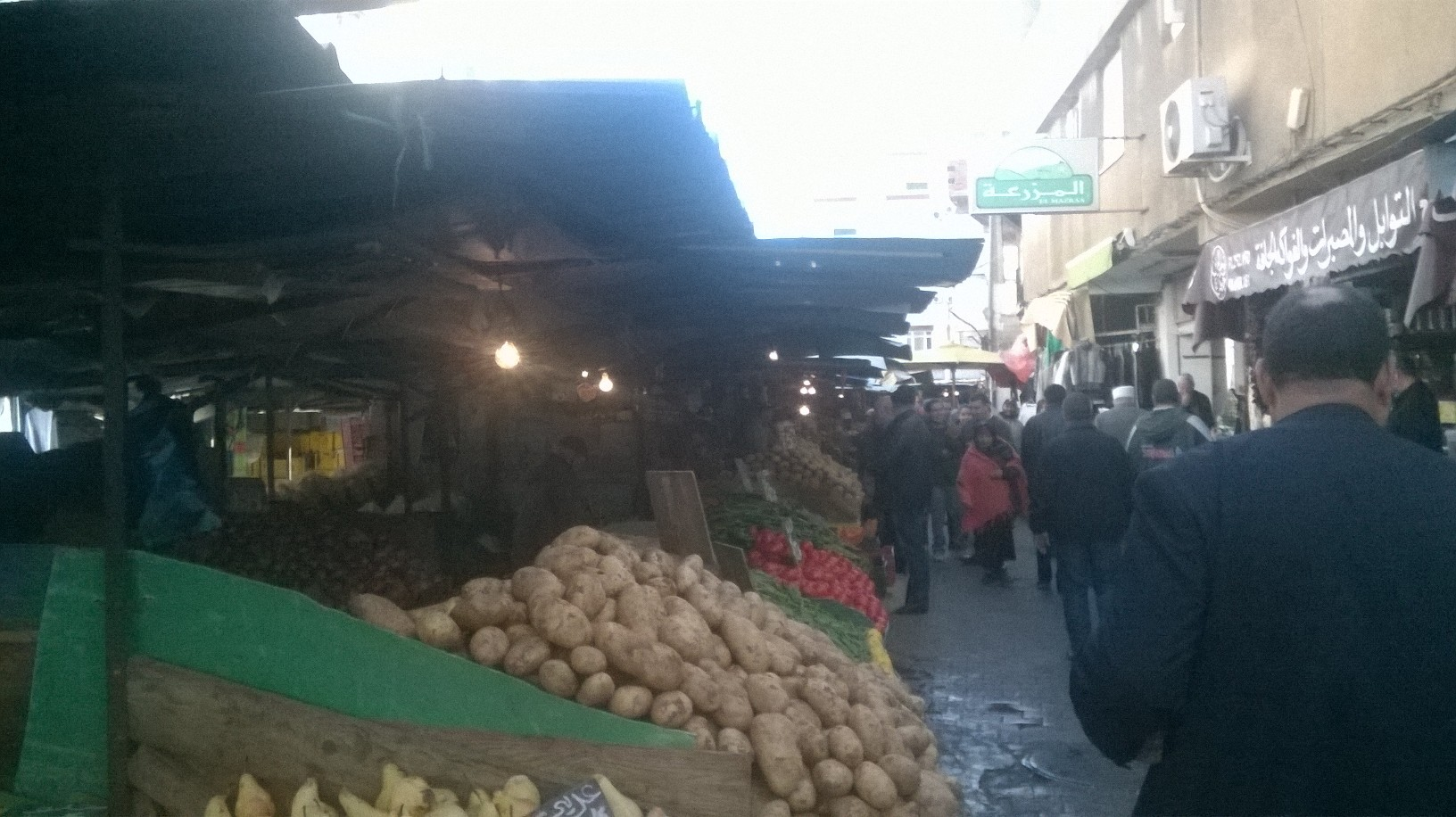
منظر للسوق يظهر فيه بائعو الخضار
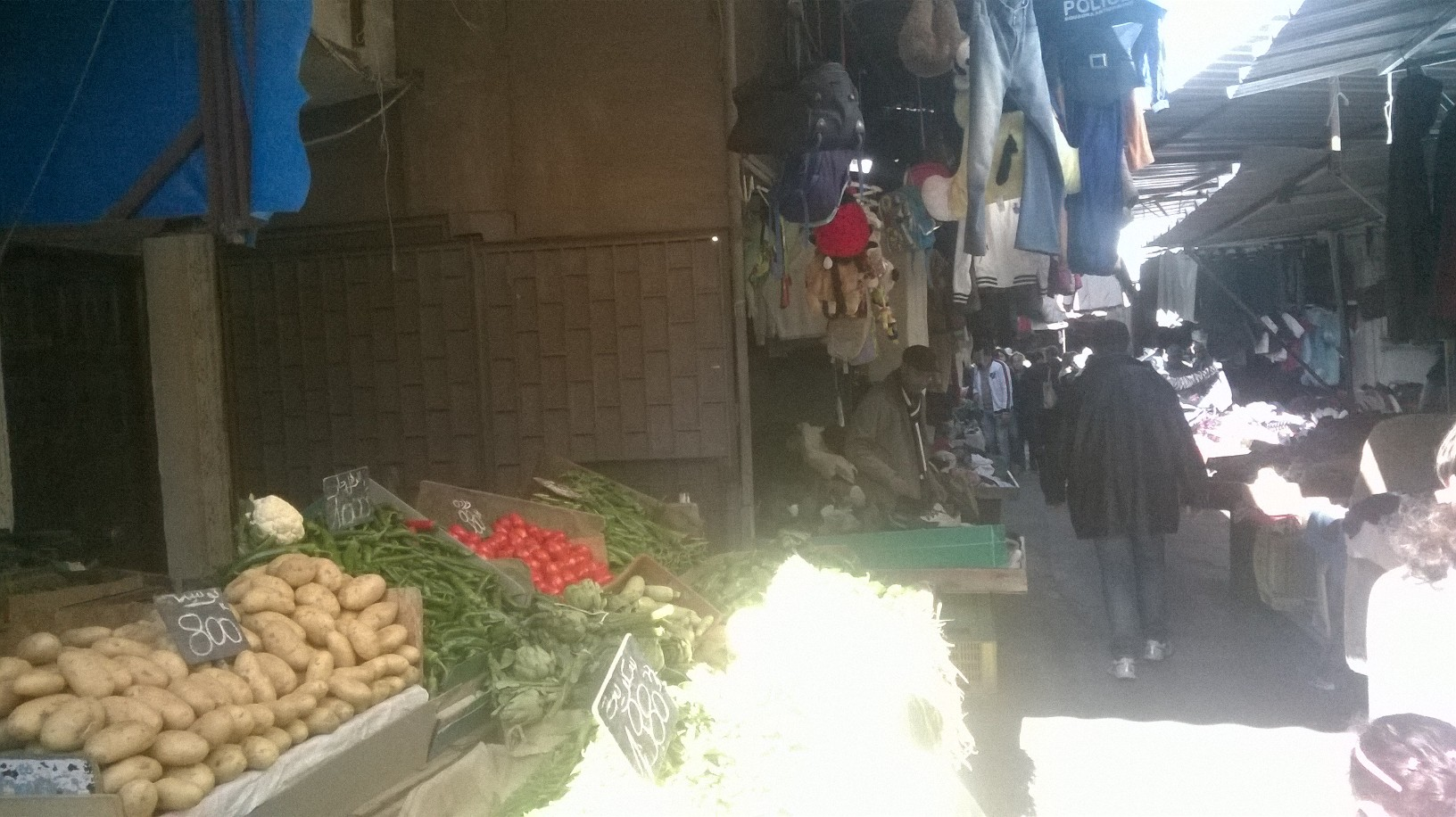
منظر لكشك سوق

## البنايات

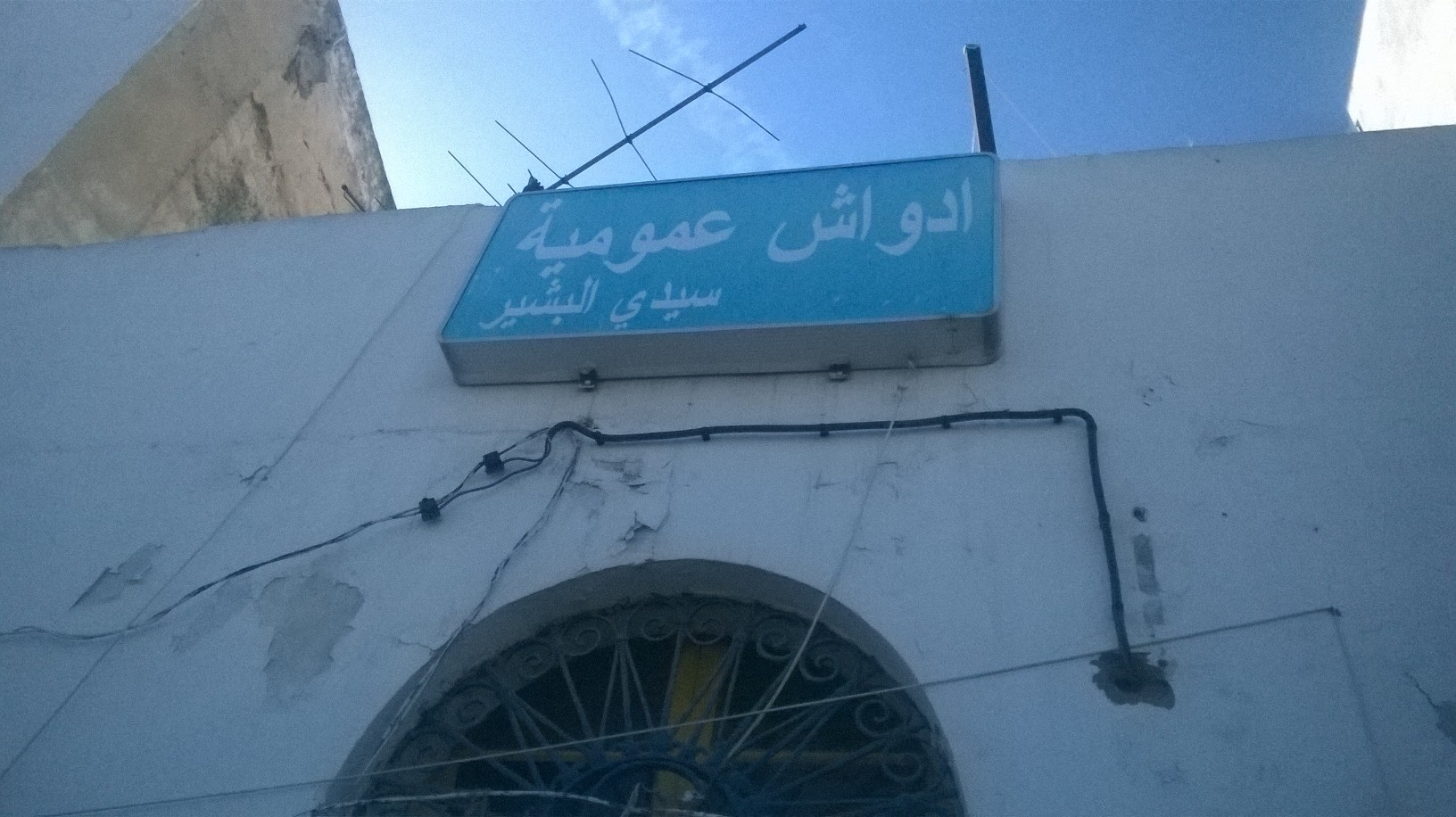
حمام عام سيدي البشير.

هناك أيضا حمامات عامة قديمة.

## سينما
هو مكان تصوير فيلم باب الفلّة لكريم مصلح عام 2012.